# Taal (Batangas)
Taal ist eine philippinische Stadtgemeinde in der Provinz Batangas. Sie hat 56.327 Einwohner (Zensus 1. August 2015). Die Gemeinde liegt an der Balayan-Bucht. In der Gemeinde befindet sich der größte Kirchenbau der Philippinen, die Basilika St. Martin von Tours. In der Gemeinde wurde Felipe Agoncillo (1859–1941) geboren, der bekannt wurde als erster Diplomat der ersten philippinischen Republik. 

## Baranggays
Taal ist politisch unterteilt in 42 Baranggays.
| - Apacay - Balisong - Bihis - Bolbok - Buli - Butong - Carasuche - Cawit - Caysasay - Cubamba - Cultihan - Gahol - Halang - Iba | - Ilog - Imamawo - Ipil - Luntal - Mahabang Lodlod - Niogan - Pansol - Poblacion 1 - Poblacion 2 - Poblacion 3 - Poblacion 4 - Poblacion 5 - Poblacion 6 - Poblacion 7 | - Poblacion 8 - Poblacion 9 - Poblacion 10 - Poblacion 11 - Poblacion 12 - Poblacion 13 - Poblacion 14 - Pook - Seiran - Laguile - Latag - Tierra Alta - Tulo - Tatlong Maria |

Anmerkung: Población (spanisch für Population) bezeichnet auf den Philippinen oft mehrere im Zentrum einer Stadtgemeinde liegende Barangays.